# Жіллє Ремі Акінфійович
Ремі Акінфійович Жіллє ( фр. Remis Gillet; 1766  — 1849)  — педагог, професор, директор Рішельєвського ліцею, колезький асесор.

## Біографія
Ремі (Ремі Акінфійович) Жіллє (Remis Gillet) народився в 1766 році у Франції.
Здобувши в 1810 році докторський диплом в Харківському університеті, вступив на російську службу по лісному департаменту.
Під час Вітчизняної війни 1812 – 1814  років продовжив службу у воєнному відомстві в 3-му окрузі внутрішнього ополчення в частині квартирмейстера. Брав участь в битвах при Дрездені, Магдебурзі, Гамбурзі.
По закінченні війни був гувернером у відомих російських домах.

### Педагогічна діяльність
В 1817 році переїхав з С.-Петербургу до Одеси і став  працювати помічником директора та професором французької словесності, географії  у Рішельєвському ліцеї.
З січня 1820 року до жовтня 1821 року був директором ліцею і педагогічного інституту. Після чого пішов у відставку.
В 1830 – 1841 роках працював професором Петербурзького педагогічного інституту та Царськосільського ліцею.
Помер 11 січня 1849 році у С.- Петербурзі. Похований на Волковому кладовищі.

## Нагороди
- За хоробрість, проявлену під час  воєнних операцій, нагороджений орденом  Св. Володимира ІІ ст.